# Cena BAFTA pro nejlepší vycházející hvězdu
Cena BAFTA pro nejlepší vycházející hvězdu je ocenění každoročně udělované Britskou akademií filmového a televizního umění (British Academy of Film and Television Arts, BAFTA). Jedná se o obdobu amerických cen Oscar. Ocenění je udělováno od roku 1982.

## Vítězové

### První desetiletí 21. století
| Rok  | Vítěz           | Nominovaní                                                                      |
| ---- | --------------- | ------------------------------------------------------------------------------- |
| 2005 | James McAvoy    | - Chiwetel Ejiofor - Gael García Bernal - Rachel McAdams - Michelle Williamsová |
| 2006 | Eva Green       | - Emily Bluntová - Naomie Harris - Cillian Murphy - Ben Whishaw                 |
| 2007 | Shia LaBeouf    | - Sienna Miller - Ellen Page - Sam Riley - Tang Wei                             |
| 2008 | Noel Clarke     | - Michael Cera - Michael Fassbender - Rebecca Hall - Toby Kebbell               |
| 2009 | Kristen Stewart | - Jesse Eisenberg - Nicholas Hoult - Carey Mulligan - Tahar Rahim               |

### Druhé desetiletí 21. století
| Rok  | Vítěz          | Nominovaní                                                                |
| ---- | -------------- | ------------------------------------------------------------------------- |
| 2010 | Tom Hardy      | - Gemma Arterton - Andrew Garfield - Aaron Taylor-Johnson - Emma Stoneová |
| 2011 | Adam Deacon    | - Chris Hemsworth - Tom Hiddleston - Chris O'Dowd - Eddie Redmayne        |
| 2012 | Juno Temple    | - Elizabeth Olsen - Andrea Riseborough - Suraj Sharma - Alicia Vikander   |
| 2013 | Will Poulter   | - Dane DeHaan - George MacKay - Lupita Nyong'o - Léa Seydoux              |
| 2014 | Jack O'Connell | - Gugu Mbatha-Raw - Margot Robbie - Miles Teller - Shailene Woodley       |
| 2015 | John Boyega    | - Taron Egerton - Dakota Johnson - Brie Larson - Bel Powley               |
| 2016 | Tom Holland    | - Laia Costa - Lucas Hedges - Ruth Negga - Anya Taylor-Joy                |
| 2017 | Daniel Kaluuya | - Florence Pughová - Josh O'Connor - Tessa Thompson - Timothée Chalamet   |
| 2018 | Letitia Wright | - Jessie Buckley - Cynthia Erivo - Barry Keoghan - Lakeith Stanfield      |
| 2019 | Michael Ward   | - Awkwafina - Jack Lowden - Kaitlyn Dever - Kelvin Harrison Jr.           |

### Třetí desetiletí 21. století
| Rok  | Vítěz             | Nominovaní                                                                 |
| ---- | ----------------- | -------------------------------------------------------------------------- |
| 2020 | Bukky Bakray      | - Kingsley Ben-Adir - Morfydd Clark - Ṣọpẹ Dìrísù - Conrad Khan            |
| 2021 | Lashana Lynch     | - Ariana DeBose - Harris Dickinson - Millicent Simmonds - Kodi Smit-McPhee |
| 2022 | Emma Mackey       | - Naomi Ackie - Sheila Atim - Daryl McCormack - Aimee Lou Wood             |
| 2023 | Mia McKenna-Bruce | - Phoebe Dynevor - Ayo Edebiri - Jacob Elordi - Sophie Wilde               |
| 2024 | David Jonsson     | - Marisa Abela - Jharrel Jerome - Mikey Madison - Nabhaan Rizwan           |